# Papamosques del Marico
El Papamosques del Marico (Melaenornis mariquensis; Syn: Bradornis mariquensis) és una espècie d'ocell de la família dels muscicàpids (Muscicapidae) que habita a sabanes d'Àfrica Meridional, al sud d'Angola, sud-oest de Zàmbia, Namíbia, Botswana, sud-oest i centre de Zimbàbue i nord de Sud-àfrica. El seu estat de conservació es considera de risc mínim.
En diverses llengües rep el nom de "papamosques del Marico" (Anglès: Marico Flycatcher. Francès: Gobemouche du Marico).

## Taxonomia
A la Classificació del Congrés Ornitològic Internacional (versió 11.2, 2021) se'l considera al gènere Melaenornis. Tanmateix, en el Handook of the Birds of the World i la quarta versió de la BirdLife International Checklist of the birds of the world (desembre 2019) se'l classifica dins del gènere Bradornis (B. mariquensis), juntament amb altres cinc espècies de papamosques.